# Strafschopgebied

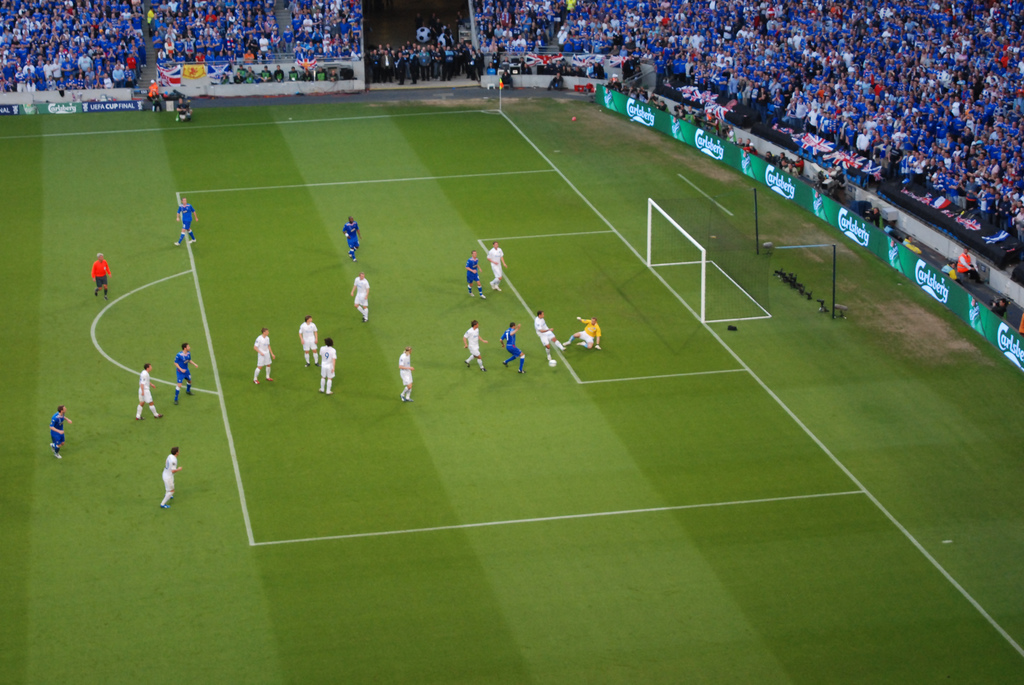
Het strafschopgebied met daarin het doelgebied en de strafschopstip.

Een strafschopgebied is in het voetbalveld een gebied van 16,5 (18 yard) bij 40,3 meter, dat voor beide doelen gepositioneerd is. De naam verwijst naar de mogelijkheid voor de scheidsrechter om een strafschop te geven voor de aanvallende partij.

## Strafschop
In het strafschopgebied is op 11 meter vanaf het doel (recht voor het midden) de strafschopstip gemarkeerd. Vanaf die plek worden strafschoppen genomen. Als er een overtreding in het strafschopgebied is begaan die buiten het strafschopgebied met een directe vrije schop bestraft zou worden (bijvoorbeeld hands), dan volgt een strafschop. Als er een overtreding wordt begaan waar een indirecte vrije trap voor gegeven zou worden, volgt een vrije schop in het strafschopgebied.
Verder is er op het strafschopgebied nog een halve cirkel om de strafschopstip, ook wel het halve maantje genoemd. Deze heeft een straal van 9,15 meter. De spelers, behalve de strafschopnemer, mogen zich niet in deze halve cirkel bevinden als er een strafschop wordt genomen.

## Doelgebied
De doelman neemt altijd zijn doeltrap in het doelgebied. Dit is een gebied binnen het strafschopgebied. Het is gemarkeerd met een lijn die op 5,5 meter (eigenlijk ongeveer 5,40 meter; 6 yard) vanaf het doel verwijderd is.